# Казах ели (газета)
Казах ели (каз. Қазақ елі, «Страна казахов») — еженедельная газета для казахской диаспоры. Выходит с 20 апреля 1995 года, хотя сама газета прослеживает преемственность от газеты для казахской диаспоры 1944 года, одноимённого журнала, выходившего с 1956 года, а также изданий «Биздин отан» и «Шалкар», которые выпускались с 1976 года.
Дважды в месяц выпускалось приложение «Шалкар» (печаталось буквами арабского алфавита). Первый учредитель — Всемирная организация казахов, издание перешло в ведение Министерства культуры Казахстана. Освещает жизнь и быт казахской диаспоры, её связь с исторической родиной, проблемы, связанные с репатриацией казахов. Тираж 7000 экз. Распространяется в Узбекистане, Монголии, России, Турции, Китае и других странах.
В 1999—2000 годах издание газеты прерывалось в связи с финансовыми трудностями.